# نيكولا جاك بيليتييه
نيكولا جاك بيليتييه (بالفرنسية: Nicolas Jacques Pelletier)‏ ـ (حوالي 1756 ـ 25 أبريل 1792) هو قاطع طريق فرنسي، اشتهر بكونه أول من أُُعدِم بالمقصلة، بساحة التحرير.

## الجريمة
أدين نيكولا بطعن أحد المارة عدة طعنات بسكين بشارع بوربون - فيلنوف (الآن جزء من شارع أبوكير) يوم 14 أكتوبر 1791 من أجل سرقة 800 ليرة فرنسية من فئة أسينيا (فرنسية) (نوع من النقد الإلزامي إبان الثورة الفرنسية).
ألقي عليه القبض حالا بتهمة «السرقة باستعمال العنف على الطريق العام».
حكم القاضي 'جاكوب أوغوستين مورو' على نيكولا بالإعدام يوم 24 دجنبر 1791.

## الحكم
نفذ الحكم من طرف منفذ الإعدام 'شارل-هنري سانسون' بساحة التحرير في باريس في الساعة الثالثة والنصف بعد زوال يوم 25 أبريل 1792  بالمقصلة.
الحشد الذي تعود على الانتظار لساعات وسط هرج ومرج من أجل مشاهدة حكم إعدام بالمشنقة تفاجأ بسرعة عمل المقصلة لم تمض سوى لحظات حتى نفذ الحكم وتفرقت الحشود.
في اليوم الموالي راجت أغنية في شوارع المدينة: «أعيدوا لي مشنقتي الخشبية.. أعيدوا لي مشنقتي».

## بيبليوغرافيا
- Louis Du Bois, Recherches historiques et physiologiques sur la guillotine et détails sur Sanson : ouvrage rédigé sur pièces officielles, باريس، فرنسا، 1843. – على موقع المكتبة الوطنية الفرنسية.